# Приливное ускорение
Прили́вное ускоре́ние — эффект, вызванный гравитационно-приливным взаимодействием в системе естественный спутник — центральное тело. Главными следствиями этого эффекта являются изменение орбиты спутника и изменение вращения центрального тела вокруг оси, как это наблюдается в системе Земля — Луна. Другим следствием является разогрев недр планет, который наблюдается у Ио и Европы и, предположительно, оказывал значительное влияние на Землю в прошлом.
Масса Луны в 81,5 раз меньше массы Земли. Такое соотношение является нетипичным по сравнению с другими спутниками планет в Солнечной системе: остальные спутники имеют существенно меньшую массу по отношению к их планетам-хозяевам (за исключением системы Плутон — Харон). По этой причине Луна и Земля могут рассматриваться скорее как двойная планетная система, нежели как планета со спутником. В пользу такой точки зрения свидетельствует то, что плоскость лунной орбиты лежит весьма близко к плоскости орбиты Земли вокруг Солнца, а не в экваториальной плоскости Земли. Практически все остальные спутники в Солнечной системе имеют орбиты, лежащие почти точно в экваториальной плоскости своих планет-хозяев.

## Объяснение эффекта
Масса Луны сравнительно велика, и сама она находится довольно близко, вызывая приливы на Земле. В океанских водах на обращённой к Луне стороне формируется приливная волна (такая же волна формируется и на противоположной стороне). Если бы Земля не вращалась вокруг своей оси, приливная волна находилась бы точно под Луной, которая притягивает её к себе, и бежала бы по поверхности Земли с запада на восток, совершая полный оборот за один сидерический лунный месяц (27 дней 7 часов 43,2 минуты).
Однако Земля вращается «под» этой волной, совершая один оборот за сидерический день (23 часа 56 минут 4,091 секунды). В результате приливная волна бежит по поверхности Земли с востока на запад, совершая один полный оборот за 24 часа 48 минут. Из-за того, что Земля вращается с большей уголовой скоростью, чем вокруг нее обращается Луна, приливная волна смещается вперёд по направлению вращения Земли, опережая Луну
Следствием такого опережения является то, что значительная часть массы океанских вод (то есть и часть массы всей Земли) смещается вперёд с линии, соединяющей центры масс Земли и Луны, на угол, равный примерно 2°. Эта смещённая вперёд масса притягивает к себе Луну, создавая силу, действующую перпендикулярно линии Земля — Луна. В результате на Луну действует момент силы, ускоряющий её обращение по орбите вокруг Земли.
Обратным следствием всего этого является то, что на берега материков, когда они «набегают» на приливную волну, действует (по третьему закону Ньютона) противоположно направленная сила, которая «тормозит» их. Таким образом Луна создаёт приложенный к планете момент силы, который замедляет вращение Земли.
Как и во всех физических процессах, здесь действуют закон сохранения момента импульса и закон сохранения энергии. Момент импульса вращения Земли уменьшается, орбитальный момент импульса Луны увеличивается. С увеличением орбитального момента импульса Луна переходит на более высокую орбиту, а её собственная скорость (по третьему закону Кеплера) уменьшается. Получается так, что приливное ускорение Луны приводит к замедлению её обращения по орбите. Кинетическая энергия Луны уменьшается, а её потенциальная энергия увеличивается. При этом растёт и полная механическая энергия Луны.
С уменьшением момента импульса вращения Земли её вращение замедляется, длительность суток увеличивается. Соответствующая кинетическая энергия вращения тратится в процессе трения приливной волны о берега материков, превращаясь в тепло и рассеиваясь. Прилив действует и на мантию Земли, выделяемое тепло остаётся в недрах. Для малых тел вблизи больших планет — например, для Ио вблизи Юпитера, — этот эффект превосходит тепло от радиоактивного распада.
Приливные силы действуют не только в океанских водах. Приливные волны формируются также в земной коре и мантии. Но благодаря неподатливости земной коры амплитуда этих «твёрдых» волн значительно уступает амплитуде океанских приливных волн, а длина, наоборот, составляет многие тысячи километров. Поэтому «твёрдые» приливные волны бегут в земной коре, почти не испытывая сопротивления, а связанный с ними тормозящий момент сил (и вызванные им замедление Земли и ускорение Луны) гораздо меньше.
Луна удаляется от Земли со скоростью примерно 3,8 сантиметра в год, длительность суток на Земле постепенно увеличивается. Этот механизм работает в течение 4,5 миллиардов лет, с тех пор, как на Земле сформировались океаны. Существуют геологические и палеонтологические свидетельства того, что Земля в далёком прошлом вращалась быстрее, а лунный месяц был короче (поскольку Луна была ближе к Земле).
Такой процесс будет продолжаться до тех пор, пока период вращения Земли не сравняется с периодом обращения Луны вокруг Земли. После этого Луна всегда будет находиться над одной точкой земной поверхности. Очевидно, на самой Луне это уже давно произошло: гораздо более сильное тяготение Земли создавало в твёрдом теле Луны приливные волны, которые замедлили вращение Луны и синхронизировали его с периодом обращения вокруг Земли, так что Луна всегда повёрнута к Земле одной стороной (то есть вращается с периодом, равным периоду оборота вокруг Земли).
Система Плутон — Харон является хорошим примером приливного эволюционирования орбит и периодов вращения своих участников. Данная система завершила свою эволюцию: и Плутон, и Харон всегда повёрнуты друг к другу одной стороной.
Приливное ускорение является одним из примеров необратимых пертурбаций орбиты, которые нарастают со временем и не являются периодическими. Взаимные гравитационные пертурбации планетарных орбит в Солнечной системе являются периодическими, то есть осциллируют между крайними значениями. Приливные эффекты вводят в уравнения движения квадратичный член, который непрерывно возрастает.

## Количественная оценка
Движение Луны по орбите может быть прослежено с точностью до нескольких сантиметров с применением лазерной локации Луны. Для этого используются зеркальные уголковые отражатели, оставленные на Луне советскими лунными станциями и американскими экспедициями. Эти отражатели возвращают назад посланные с Земли короткие лазерные импульсы, время возвращения импульсов позволяет рассчитать дистанцию с очень высокой точностью. Результаты этих измерений подставляются в уравнения движения Луны. Это дает численные значения ряда параметров, и среди них значение необратимого ускорения. За период с 1969 по 2001 год данные по изменению движения Луны таковы:
```
−25,858 ± 0,003 
"
/столетие² — по долготе 
эклиптики
[
5
]
```

```
+3,814 ± 0,07 м/столетие — по радиусу орбиты
[
6
]
```

Эти результаты хорошо соответствуют данным лазерной локации искусственных спутников. Способ сходен с радиолокацией Луны. Полученные данные позволяют построить точную модель гравитационного поля Земли, включая гравитацию приливных волн. На основе этой модели можно рассчитать гравитационное действие на Луну, получая очень близкие результаты.
Помимо всего перечисленного, древние наблюдения солнечных затмений дают довольно точное положение Луны на тот период. Изучение этих наблюдений также дает результаты, сходные с вышеуказанными.
Следствием приливного ускорения Луны является замедление вращения Земли. Однако скорость вращения Земли непрерывно меняется по множеству других причин, причём с различной периодичностью — от нескольких часов до нескольких столетий. На этом фоне незначительный эффект приливного торможения трудно уловить за короткий период времени. Зато можно обнаружить накапливающуюся из ежедневных миллисекунд за несколько столетий разницу против точно измеряемого времени (эфемеридное время, атомное время). От некоторого момента в прошлом прошло больше дней и часов, измеренных в полных оборотах Земли (всемирное время), по сравнению с количеством дней и часов, вычисленным на основе показаний стабильных часов, настроенных на современную, более долгую продолжительность суток.
Эта накапливающаяся разница обозначается как ΔT (Дельта T). Современные значения ΔT и действительной продолжительности суток предоставляются Международной Службой Вращения Земли — (IERS, International Earth Rotation and Reference Systems Service). Данные о значениях на историческом интервале получаются из анализа записей о наблюдениях солнечных и лунных затмений.
Именно исторические свидетельства о нескольких солнечных затмениях, бывших до нашей эры, и позволили сделать первые оценки векового замедления вращения Земли до изобретения атомных часов. Суть этого подхода состоит в том, что вычисляются обстоятельства полных солнечных затмений древности, приняв, что скорость вращения Земли постоянна. При этом получается, что эти затмения должны были бы наблюдаться на несколько десятков градусов западнее тех точек, где они на самом деле наблюдались.
Исходя из наблюдаемого ускорения Луны, можно вычислить величину соответствующего изменения продолжительности суток:
```
+2,3 
мс
/столетие
```

Однако, если исходить из данных исторических записей о солнечных затмениях за последние 2700 лет, получается следующее среднее значение:
```
+1,70 ± 0,05 
мс
/столетие
```

Существует и другой эффект, который ускоряет вращение Земли. Земля является не шаром, а эллипсоидом, сплюснутым от полюсов к экватору. Лазерные измерения со спутников показывают, что эта эллипсоидность уменьшается, межполюсное расстояние увеличивается. Этому даётся следующее объяснение: во время последнего ледникового периода у полюсов образовались большие массы льда, которые продавили нижележащие слои земной коры. С окончанием оледенения около 10000 лет назад эти полярные шапки начали таять. Однако земная кора до сих пор не достигла гидростатического равновесия с мантией и в настоящее время продолжает «выпрямляться» — происходит послеледниковый подъём суши (необходимый для завершения этого процесса промежуток времени оценивается в 4000 лет). Как следствие, межполюсной диаметр Земли увеличивается, а экваториальный диаметр уменьшается, поскольку плотность и объём Земли остаются неизменными.
В результате уменьшения экваториального диаметра уменьшается момент инерции Земли, вследствие чего скорость вращения Земли по закону сохранения момента импульса возрастает. Это явление известно как «эффект фигуристки»: вращаясь на коньках, фигуристка прижимает руки к телу и начинает крутиться ещё быстрее.
Исходя из наблюдаемого изменения формы Земли и её момента инерции, было рассчитано соответствующее ускорение вращения и изменение длительности суток. Среднее значение за исторический период должно составлять примерно:
```
−0,6 мс/столетие
```

Это примерно соответствует разнице между данными исторических наблюдений и расчетной величиной замедления вращения Земли.